# Harro Heim
Harro Heim (* 4. April 1919 in Hamm in Westfalen; † 12. Oktober 2016 in Wien) war ein deutscher Bibliothekar und Bibliotheksdirektor.

## Leben
Harro Heim, Sohn von Emilie Heim, geborene Eller, und des Oberregierungs- und Baurats Rudolf Hamm, besuchte das Dreikönigsgymnasium in Köln, erhielt dort 1937 sein Abitur, studierte nach seinem von 1937 bis 1935 abgeleisteten Dienst in der Kriegsmarine von 1945 bis 1953 Germanistik, Biologe und Philosophie in Köln und Bonn und wurde 1952 an der Universität Köln zum Dr. phil. promoviert; außerdem legte er dort 1953 das Staatsexamen für den höheren Schuldienst ab.
Als Bibliotheksreferendar an der Universitäts- und Stadtbibliothek Köln trat er 1953 in die Ausbildung für den höheren Bibliotheksdienst ein (Fachprüfung 1955 am Bibliothekar-Lehrinstitut des Landes Nordrhein-Westfalen). Von 1956 bis 1961 arbeitete er zunächst an der Stadt- und Landesbibliothek Dortmund, von 1965 bis 1967 an der Universitätsbibliothek Bochum, zuletzt als stellvertretender Direktor. Im Jahre 1967 wechselte er nach Bielefeld und begann dort an verschiedenen Standorten mit dem Aufbau der Universitätsbibliothek an der neugegründeten Universität, die 1976 in den Neubau der Universität einzog. Heim leitete die Universitätsbibliothek Bielefeld als ihr erster Direktor von 1968 bis 1984. Er wurde zudem Herausgeber der Reihe Bibliothekstudien und veröffentlichte zahlreiche Arbeiten, unter anderem zu den Themen Datenverarbeitung und Bibliothekswissenschaften. 1984 hatte er als erster deutscher Preisträger die nach Josef Bick benannte Dr.-Josef-Bick-Ehrenmedaille in Silber erhalten. Zudem erhielt er das Bundesverdienstkreuz.
Er war ab 1951 mit Elisabeth Heim, geborene Hartmann, verheiratet und hatte zwei Kinder (Ortwin und Ralf).

## Schriften (Auswahl)
- Die Naturwissenschaft im Werk Adalbert Stifters. Dissertation Universität Köln 1953.
- mit Christine Boßmeyer: Die Automatisierte Buchausleihe. Erfahrungen in der Universitätsbibliothek Bochum. Universität Bochum 1967.
- mit Elke Bonneß: Datenerfassung und Datenverarbeitung in der Universitätsbibliothek Bielefeld. Eine Materialsammlung. Verlag Dokumentation, München-Pullach 1972, ISBN 3-7940-3201-2.
- Die Bibliothek der Universität Bielefeld in Theorie und Praxis. Ergebnisse und Erfahrungen. In: Wolf Haenisch (Hrsg.): Vom Strukturwandel deutscher Hochschulbibliotheken (= Zeitschrift für Bibliothekswesen und Bibliographie, Sonderhefte. Bd. 14). Klostermann, Frankfurt am Main 1973, S. 92–105.
- mit Elke Bonneß: On-line-Übernahme von Fremddaten in der Universitätsbibliothek Bielefeld. Ein neues Verfahren der Katalogisierung mit Hilfe von Datensichtgeräten. Verlag Dokumentation, München-Pullach 1974, ISBN 3-7940-3214-4.
- (Mitarb.): Automatisierte Ausleihe in der Universitätsbibliothek Bielefeld. Ein neues Verfahren mit Hilfe von Strichcodeetiketten ; ein Lehrbuch für Bibliotheken und eine Anregung für Rechenzentren. Verlag Dokumentation, München-Pullach 1976, ISBN 3-7940-3216-0.
- Die Universitätsbibliothek Bielefeld 1968–1984. Aufbau und Entwicklung (= Bibliotheksstudien. Bd. 4). Saur, München 1984, ISBN 3-598-20595-3.
- Betrachtungen zur ADV-gestützten Bibliotheksorganisation. In: Reinhard Oberschelp (Hrsg.): Bibliotheken im Dienste der Wissenschaft. Festschrift für Wilhelm Totok zum 65. Geburtstag am 12. September 1986. Klostermann, Frankfurt am Main 1986, ISBN 3-465-01735-8, S. 167–194.
- „Heil sei dem Tag, an welchem du bei uns erschienen!“ Opernkomponisten in Wort und Noten. In: Bernhard Adams (Hrsg.): Aratro corona messoria. Beiträge zur europäischen Wissensüberlieferung; Festgabe für Günther Pflug zum 20. April 1988. Bouvier, Bonn 1988, ISBN 3-416-02150-9, S. 437–470.
- Die Gründung der Universität Bielefeld und die Konsolidierung eines neuen Bibliothekstyps. In: Hans-Joachim Koppitz (Hrsg.): Die Neugründung wissenschaftlicher Bibliotheken in der Bundesrepublik Deutschland  (= Beiträge zur Bibliothekstheorie und Bibliotheksgeschichte. Bd. 5). Saur, München 1990, ISBN 3-598-10906-7, S. 229–256.
- Österreichisches Kulturgut in ausländischen Bibliotheken. In: Ilse Dosoudil (Hrsg.): Information gestern, heute, morgen. Bibliotheken als wissenschaftliche Informations- und Servicezentren ; internationale Festschrift für Ferdinand Baumgartner zum 60. Geburtstag. Literas-Univ.-Verlag, Wien 1991, ISBN 3-85429-109-4, S. 41–81.
- Das schöne Mädchen ohne Mitgift. Ein kurzer Streifzug am Rand der Ägyptologie. In: Joachim W. Weiss (Hrsg.): Innovation for information. International contributions to librarianship. Festschrift in honour of Ahmed H. Helal (= Veröffentlichungen der Universitätsbibliothek Essen. Bd. 17). Essen 1992, ISBN 3-922602-16-9, S. 243–250.
- mit Elke Bonneß (Hrsg.): Offene Systeme in offene Bibliotheken. Propagierung, Bedeutung, Auswirkungen, Probleme ; Wissenschaftliches Fortbildungsseminar in Lochau, Landesbildungszentrum Schloss Hofen, 28.–30.4.1993 (= Bibliothekssstudien. Bd. 6). Saur, München 1993, ISBN 3-598-11188-6.
- mit Elke Bonneß: Die Vorarlberger Landesbibliothek und die Universitätsbibliothek Bielefeld. Ein Verbund besonderer Art – Hommage für Eberhard Tiefenthaler. In: Wilhelm Meusburger (Hrsg.): Gedenkschrift Eberhard Tiefenthaler. Direktor der Vorarlberger Landesbibliothek von 1977 bis 1995 (= Schriften der Vorarlberger Landesbibliothek. Bd. 1). Neugebauer, Graz 1996, ISBN 3-85376-058-9, S. 16–25.
- Florilegium Austriacum in Guestfalia servatum. Briefe berühmter Österreicher in der Universitätsbibliothek Bielefeld. In: Heinz Hauffe (Hrsg.): Kulturerbe und Bibliotheksmanagement. Festschrift für Walter Neuhauser zum 65. Geburtstag am 22. September 1998 (= Biblos-Schriften. Bd. 170). Biblos-Schriften-Administration, Innsbruck 1998, ISBN 3-9500751-2-7, S. 407–424.